# Punctoterebra isabella
Punctoterebra isabella é uma espécie de gastrópode do gênero Punctoterebra, pertencente a família Terebridae.